# Euarestella iphionae
Euarestella iphionae är en tvåvingeart som först beskrevs av Efflatoun 1924.  Euarestella iphionae ingår i släktet Euarestella och familjen borrflugor. Inga underarter finns listade i Catalogue of Life.